# Nunciatura apostólica en Filipinas
La Nunciatura Apostólica en Filipinas es una misión diplomática de más alto nivel de la Santa Sede en Filipinas.  Se encuentra ubicada en el número 2140 Taft Avenue, Malate, Manila.
Desde el punto de vista diplomático, un nuncio apostólico tiene un rango equivalente al de un embajador y, por lo general, ostenta el título eclesiástico de arzobispo.  El nuncio mantiene una colaboración cercana con la arquidiócesis de Manila y, según la tradición, actúa como decano del cuerpo diplomático acreditado en el país.

## Historia
La Nunciatura Apostólica en Filipinas fue erigida alrededor del año 1902. Aunque la residencia oficial del nuncio se encuentra en Manila, este no está bajo la jurisdicción del arzobispo local, sino que, al igual que los demás obispos y arzobispos, responde directamente al Papa. 

### Segunda Guerra Mundial
Durante la Segunda Guerra Mundial, tras el inicio de la invasión japonesa en Asia Oriental, se interrumpieron las comunicaciones entre la Santa Sede y la Delegación Apostólica en Filipinas, encabezada por Mons. Guglielnao Piani, S.D.B., así como con otras delegaciones de la región.  No obstante, la Delegación Apostólica en Tokio, a cargo de Mons. Paolo Marella, sí recibió autorización para mantener comunicación con estas delegaciones censuradas.
En 1943 se inauguró la Segunda República filipina.  El 14 de octubre de 1943, día de la inauguración, el recién electo presidente del gobierno, José P. Laurel, escribió una carta y la envió al cardenal Luigi Maglione, entonces secretario de Estado del Vaticano :

«Tengo el honor de informar a Vuestra Excelencia que el catorce de octubre de mil novecientos cuarenta y tres, Filipinas proclamó su independencia, se declaró una nación soberana y organizó un Gobierno de forma republicana. Al comunicar lo anterior a Vuestra Excelencia, deseo aprovechar la oportunidad para expresar mi sincero deseo de que exista entre ambos países la relación más cordial de amistad y armonía. Con la seguridad, Vuestra Excelencia, de mi más distinguida consideración.»
Aunque el cardenal Maglione recibió el telegrama, informó al embajador japonés ante la Santa Sede, Ken Harada, que mientras continuara la guerra, la Santa Sede no reconocería nuevos Estados, incluida la nueva República filipina. Harada reconoció la decisión de la Santa Sede y no insistió más en el asunto.  Posteriormente, el cardenal Maglione ordenó a Monseñor Piani, a través de Monseñor Marella, que continuara velando por los intereses de la religión católica en el país. Asimismo, indicó que los obispos locales podían atender los asuntos eclesiásticos locales, siempre que no tuvieran carácter diplomático, aunque podían, si era necesario, dirigirse a las autoridades en lo referente a cuestiones estrictamente religiosas.
La delegación apostólica contribuyó a aclarar un malentendido relacionado con la visita de Monseñor Paul Taguchi, arzobispo de Osaka, a Manila.  Se explicó que su presencia no tenía como objetivo sustituir la autoridad del arzobispo de Manila, sino para establecer contacto con la comunidad de católicos de esa ciudad. 
También circularon rumores de que el Papa Pío XII había enviado personalmente un telegrama a José P. Laurel.  Sin embargo, el cardenal Maglione aclaró en una carta dirigida al delegado apostólico en Londres que, dado que la Santa Sede no reconocía nuevos Estados mientras durara la guerra, tal telegrama nunca fue enviado.

## Papel en la jerarquía: vicariatos

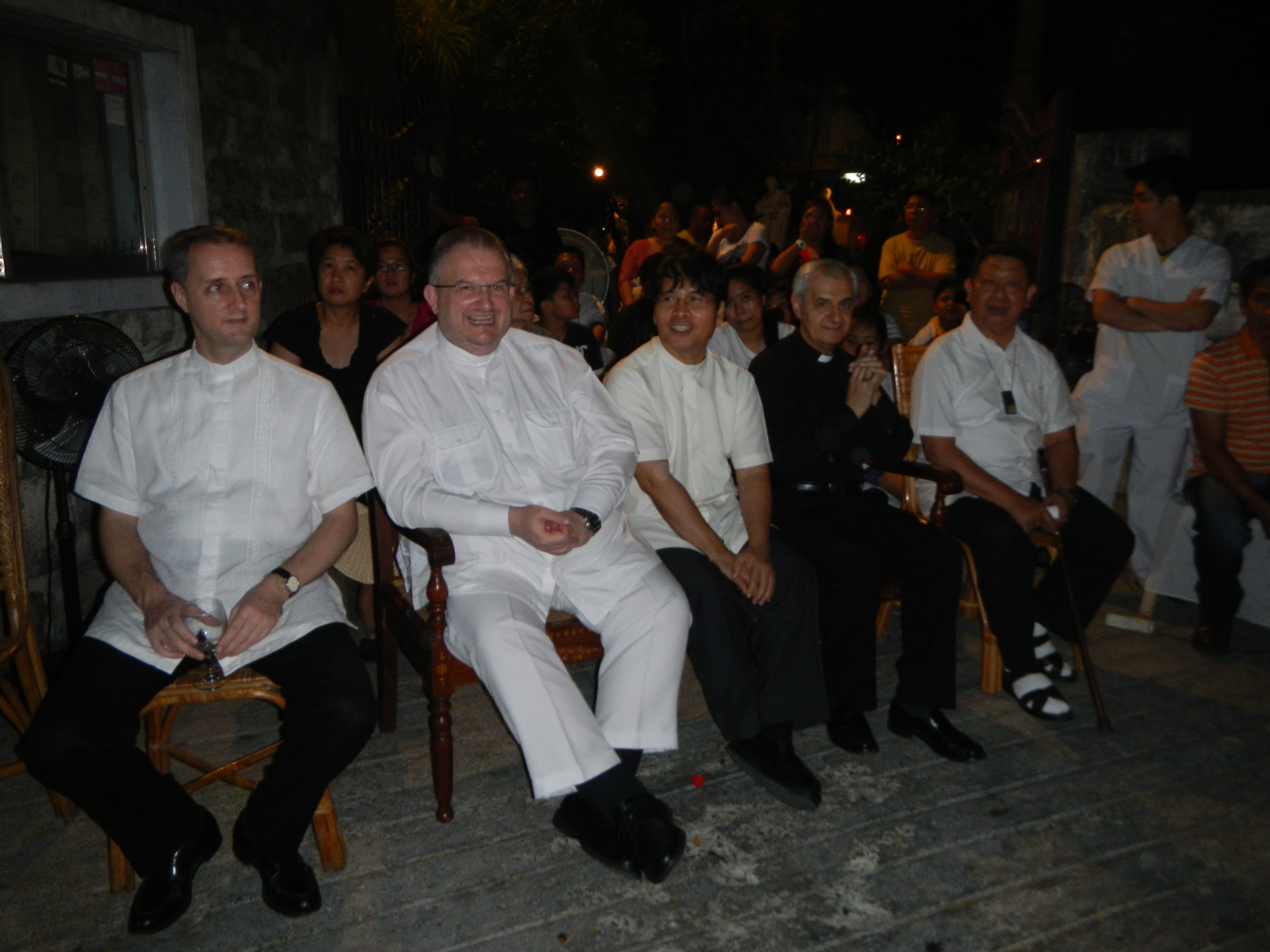
Monseñor Giuseppe Pinto, Nuncio Apostólico en Filipinas (cuarto desde la izquierda sentado), en las procesiones del Viernes Santo de Baliuag, Bulacan.

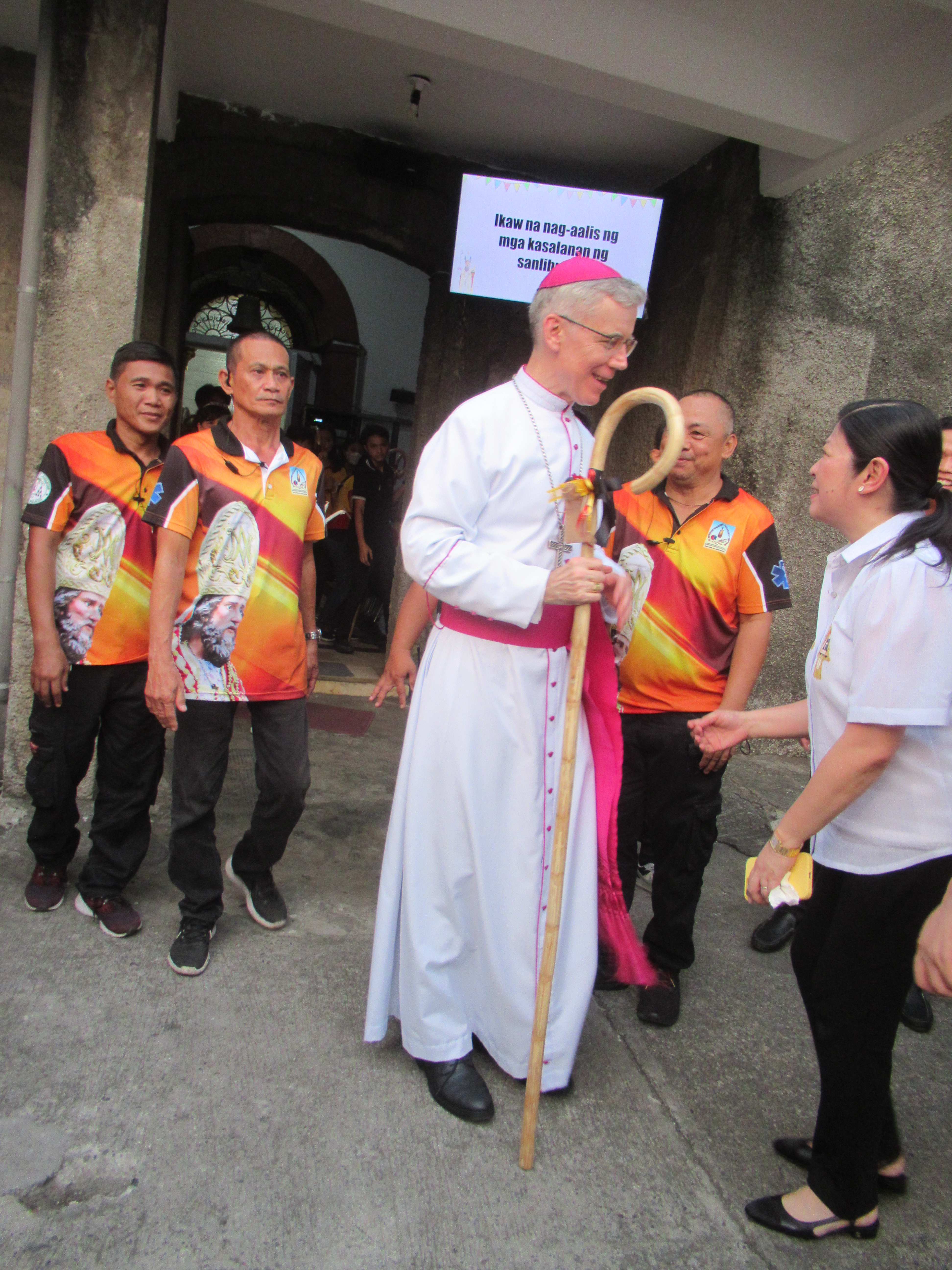
Arzobispo Charles John Brown, Fiesta

Como vicario apostólico, el nuncio también desempeña una función dentro de la jerarquía de la Iglesia Católica.  Un vicariato apostólico es una jurisdicción territorial establecida en regiones donde aún no se ha erigido una diócesis, y el nuncio actúa  como obispo metropolitano para estos vicariatos.
En Filipinas, los vicariatos apostólicos son:
- Vicariato Apostólico de Bontoc-Lagawe
- Vicariato Apostólico de Calapán
- Vicariato Apostólico de Jolo
- Vicariato Apostólico de Puerto Princesa
- Vicariato Apostólico de San José en Mindoro
- Vicariato Apostólico de Tabuk
- Vicariato Apostólico de Taytay

## Lista de representantes papales en Filipinas

### Delegados Apostólicos
En el año 1900 se estableció en Filipinas una legación pontificia con el rango de delegación apostólica.  A lo largo de ese periodo, siete prelados sirvieron como delegados apostólicos de Filipinas, hasta que, el 9 de agosto de 1951, la Santa Sede elevó la legación al rango de nunciatura apostólica.
| N.º | Foto | Obispo                  | Término                                            | Escudo del Obispo |
| --- | ---- | ----------------------- | -------------------------------------------------- | ----------------- |
| 1   |      | Placide Louis Chapelle  | 28 de septiembre de 1899 - 30 de abril de 1901     |                   |
| 2   |      | Donato Sbarretti        | 16 de septiembre de 1901 - 26 de diciembre de 1902 |                   |
| 3   |      | Giovanni Battista Guidi | 25 de septiembre de 1902 - 22 de junio de 1904     |                   |
| 4   |      | Ambrose Agius           | 5 de septiembre de 1904 - 13 de diciembre de 1911  |                   |
| 5   |      | Giuseppe Petrelli       | 30 de mayo de 1915 - 27 de mayo de 1921            |                   |
| 6   |      | Guglielmo Piani, S.D.B. | 17 de marzo de 1922 - 5 de octubre de 1948         |                   |
| 7   |      | Egidio Vagnozzi         | 9 de marzo de 1949 - 9 de agosto de 1951           |                   |

### Nuncios apostólicos
| N.º | Foto | Obispo                   | Término                                            | Escudo del Obispo |
| --- | ---- | ------------------------ | -------------------------------------------------- | ----------------- |
| 7   |      | Egidio Vagnozzi          | 9 de agosto de 1951 - 16 de diciembre de 1958      |                   |
| 8   |      | Salvatore Siino          | 14 de marzo de 1959 - 8 de octubre de 1963         |                   |
| 9   |      | Carlo Martini            | 29 de noviembre de 1963 - 5 de agosto de 1967      |                   |
| 10  |      | Carmine Rocco            | 16 de septiembre de 1967 - 22 de mayo de 1973      |                   |
| 11  |      | Bruno Torpigliani        | 6 de junio de 1973 - 10 de abril de 1990           |                   |
| 12  |      | Gian Vincenzo Moreni     | 8 de septiembre de 1990 - 3 de marzo de 1999       |                   |
| 13  |      | Antonio Franco           | 6 de abril de 1999 - 21 de enero de 2006           |                   |
| 14  |      | Fernando Filoni          | 25 de febrero de 2006 - 9 de junio de 2007         |                   |
| 15  |      | Edward Joseph Adams      | 3 de septiembre de 2007 - 22 de febrero de 2011    |                   |
| 16  |      | Giuseppe Pinto           | 10 de mayo de 2011 - 1 de julio de 2017            |                   |
| 17  |      | Gabriele Giordano Caccia | 12 de septiembre de 2017 - 16 de noviembre de 2019 |                   |
| 18  |      | Charles John Brown       | 28 de septiembre de 2020 - al presente             |                   |